# Екзоцитоза
Екзоцитозата е процес на отделяне на вещества от клетката в околната среда или в междуклетъчното пространство. Отделените веществата могат да съдържат белтъци, въглехидрати или други органични вещества, синтезирани от клетката.
Екзоцитозата се осъществява чрез сливане на секреторни мехурчета с клетъчната мембрана. Чрез нея се отделят и непотребни органични вещества.
Екзоцитоза (от старогръцки. Ἔξω – „отвън, отвън“ + κύτος – „клетка“) – механизмът на клетъчната секреция:
- при еукариотите, клетъчен процес, при който вътреклетъчните везикули (мембранни везикули) се сливат с външната клетъчна мембрана. По време на екзоцитоза съдържанието на секреторните везикули (екзоцитни везикули) се освобождава навън и тяхната мембрана се слива с клетъчната мембрана. Почти всички макромолекулни съединения (протеини, пептидни хормони и др.) Се освобождават от клетката по този начин.
- при прокариотите везикуларният механизъм на екзоцитоза не се проявява: при тях екзоцитоза се нарича включване на протеини в клетъчната мембрана (или във външната мембрана при грам-отрицателни бактерии), освобождаване на протеини от клетката във външната среда или в периплазменото пространство.